# Chisamba Lungu
Chisamba Lungu (ur. 31 stycznia 1991 w Kafue) – piłkarz zambijski grający na pozycji prawego pomocnika. Od 2018 roku jest zawodnikiem klubu Nkana FC.

## Kariera klubowa
Karierę piłkarską Lungu rozpoczął w klubie Zanaco FC. W 2007 roku zadebiutował w jego barwach w zambijskiej Premier League. Zawodnikiem zespołu Zanaco był także w 2008 roku. W 2009 roku odszedł do gruzińskiego klubu Baia Zugdidi. W lidze gruzińskiej grał przez sezon.
Latem 2010 roku Lungu przeszedł do rosyjskiego Urału Jekaterynburg, grającego w Pierwszej Dywizji. W barwach Urału zadebiutował 24 sierpnia 2010 w wygranym 1:0 wyjazdowym meczu z Awangardem Kursk. W sezonie 2012/2013 wraz z zespołem awansował do Priemjer-Ligi.
W sierpniu 2017 odszedł do tureckiego Alanyasporu. Z kolei na początku 2018 roku wrócił do Zambii i został zawodnikiem Nkana FC.
| Sezon   | Klub               | Kraj   | Rozgrywki        | Mecze | Bramki |
| ------- | ------------------ | ------ | ---------------- | ----- | ------ |
| 2007    | Zanaco FC          | Zambia | Premier League   | ?     | ?      |
| 2008    | Zanaco FC          | Zambia | Premier League   | ?     | ?      |
| 2009/10 | Baia Zugdidi       | Gruzja | Umaglesi Liga    | 29    | 1      |
| 2010    | Urał Jekaterynburg | Rosja  | Pierwyj diwizion | 8     | 0      |
| 2011/12 | Urał Jekaterynburg | Rosja  | Pierwyj diwizion | 18    | 0      |
| 2012/13 | Urał Jekaterynburg | Rosja  | Pierwyj diwizion | 17    | 2      |
| 2013/14 | Urał Jekaterynburg | Rosja  | Priemjer-Liga    | 22    | 0      |
| 2014/15 | Urał Jekaterynburg | Rosja  | Priemjer-Liga    | 24    | 1      |
| 2015/16 | Urał Jekaterynburg | Rosja  | Priemjer-Liga    | 18    | 1      |
| 2016/17 | Urał Jekaterynburg | Rosja  | Priemjer-Liga    | 29    | 3      |
| 2017/18 | Urał Jekaterynburg | Rosja  | Priemjer-Liga    | 5     | 0      |
| 2017/18 | Alanyaspor         | Turcja | Süper Lig        | 10    | 0      |

## Kariera reprezentacyjna
W reprezentacji Zambii Lungu zadebiutował w 2010 roku. W 2012 roku został powołany do kadry na Puchar Narodów Afryki 2012, w 2013 na Puchar Narodów Afryki 2013, a w 2015 na Puchar Narodów Afryki 2015.